# پرل (فیلم ۲۰۲۲)
پِرل (انگلیسی: Pearl؛ زیرنویس‌شده با: An X-traordinary Origin Story) فیلمی آمریکایی در ژانر وحشت روان‌شناختی و اسلشر به کارگردانی تی وست، بر پایهٔ فیلمنامه و داستانی اصلی اثر وست با همکاری میا گاث است، که همچنین نقش خود را به‌عنوان شخصیتِ عنوان، در کنار بازیگرانِ جدید دیوید کورنسوت، تاندی رایت و متیو ساندرلند، تکرار می‌کند. این فیلم به عنوان پیش‌درآمدی بر ایکس، و دومین ورودی در مجموعه‌فیلمی به همین نام، داستان پیدایشِ پِرل، شخصیتِ شرور فیلمِ اصلی را در سال ۱۹۱۸ روایت می‌کند، که آرزوهای پرشورش برای تبدیل‌شدن به یک ستارهٔ سینما، او را به انجامِ اعمالِ خشونت‌آمیز نسبت به خانواده‌اش در تگزاس سوق می‌دهد.
پرل نخستین نمایش جهانی خود را در هفتاد و نهمین جشنواره بین‌المللی فیلم ونیز در ۳ سپتامبر ۲۰۲۲ داشت و در ۱۶ سپتامبر به صورت سینمایی توسط ای۲۴ در ایالات متحده اکران شد. این فیلم نقدهای مثبتی از سوی منتقدان دریافت کرده است، که از ادای احترام آن به سینمای کلاسیک هالیوود—به ویژه به فیلم‌های جادوگر شهر از، کشتار با اره‌برقی در تگزاس، و مری پاپینز— و از نقش‌آفرینیِ گاث تمجید شده است.
یک فیلم سوم از این مجموعه‌فیلم، دنباله‌ای بر ایکس، با عنوان ماکسین برای اکران در تاریخ ۵ ژوئیه ۲۰۲۴ برنامه‌ریزی شده است.

## داستان
در سال ۱۹۱۸ و در جریان دنیاگیری آنفلوانزای اسپانیایی در ایالات متحده، پِرل زن جوانی است که با والدین مهاجر آلمانی‌اش در کشاورزخانه خود در تگزاس زندگی می‌کند، در حالی که شوهرش هاوارد، در جنگ جهانی اول خدمت می‌کند. پدرِ پِرل ناتوان و فلج است و مادر سلطه‌گرش، روث، اصرار دارد که پرل، هم از پدرش، و هم از مزرعه مراقبت کند. پرل که در آرزوی زندگیِ هیجان‌انگیزتری است، مجذوب فیلم‌هایی می‌شود که در سینمای محلی‌اش می‌بیند و آرزوی تبدیل‌شدن به یک رقاصِ کُرال را دارد، که با مخالفت شدید مادرش روبرو می‌شود. پرل در همین حال نشانه‌هایی از اختلالات روانی و جامعه‌ستیزی را نشان می‌دهد، از جمله کشتن حیوانات مزرعه و آزاررساندنِ فیزیکی به پدر فلجش، که نمی‌تواند از خود دفاع کند.
پرل در سینما با یک پروژکشنیست جوان آشنا می‌شود و به او علاقه‌مند می‌شود. در حال بازگشت به سوی خانه، پرل دوچرخهٔ خود را کنار یک مزرعهٔ ذرت متوقف می‌کند، و شروع به رقصیدن با یک مترسک و خیال‌پردازی در مورد پروژکشنیست می‌کند، که متعاقباً توسط آن خودارضایی می‌کند. وقتی مادرش حسابرسی می‌کند که هشت سنت از کاری که انجام‌داده کم است، پرل به خاطر بی‌احتیاطی مورد سرزنش قرار می‌گیرد و مادرش نمی‌گذارند شامش را تمام کند.
خواهر شوهر مرفه پرل، میتسی، به او می‌گوید که یک هنرآزمایی برای به دست آوردن رقصندگان جدید برای یک گروه مسافری برگزار می‌شود، که پرل آنرا به عنوان راهی برای رهایی از شرایط خود تصور می‌کند. او بعداً شبانه به صورت مخفیانه از خانه بیرون می‌رود و به ملاقات پروژکشنیست می‌رود، که فیلم صامت پورنوی سواری مجانی را به او نشان می‌دهد، فیلمی غیرقانونی که او در اروپا به دست آورده است. او پرل را تشویق می‌کند تا رویاهایش را دنبال کند. پرل اظهار می‌کند که نمی‌تواند خانواده‌اش را رها کند و آرزو می‌کند که «همهٔ آن‌ها بمیرند».
وقتی روث در سر شام برنوشتی را می‌یابد که پرل از سینما گرفته است، با دخترش درگیر می‌شود. درگیریِ فیزیکی شروع می‌شود، که طیِ آن پرل مادرش را به اجاق آشپزخانه هل می‌دهد و لباس او را به آتش می‌کشد و در نتیجه روث دچار سوختگی خطرناک می‌شود. پرل مادرش را به زیرزمین می‌کشاند و پدرش را به آشپزخانه می‌برد. او در بارانی سیل‌آسا به سینما می‌گریزد و در آنجا با پروژکشنیست رابطه جنسی برقرار می‌کند.
صبح روز بعد پروژکشنیست پرل را به مزرعه‌اش برمی‌گرداند تا بتواند برای تست بازیگری آماده شود. او با دیدن خوکِ کرم‌زده‌ای که مادر میتسی، روز قبل به روث داده بود، و همچنین از ناهماهنگی‌ها و رفتار بسیار نمایشیِ پرل هراس‌زده می‌شود و هنگامی که می‌خواهد آن‌جا را ترک کند، پرل عصبانی می‌شود و او را با چنگک تا سر حد مرگ می‌زند، و سپس جسدش را به تمساح خود، تِدا، می‌خوراند. پرل سپس یکی از لباس‌های مجلل مادرش را می‌پوشد و پیش از اینکه پدر خود را خفه کند، او را می‌پوشاند.
پرل به کلیسایی می‌رسد که در آن هنرآزمایی برگزار می‌شود. او اجرای رقصی ارائه می‌دهد که احساس می‌کند استعدادیاب‌ها را به دست خواهد آورد، اما وقتی مجریانِ برنامه او را به خاطر جوان‌نبودن و بلوند یا «تماماً آمریکایی» -نبودن رد می‌کنند، عمیقاً مضطرب می‌شود. میتسی در تلاش برای دلداری‌دادن به پرل، او را به خانه‌اش همراهی می‌کند. پرل در آشپزخانه اعترافاتی طولانی‌مدت را به میتسی در مورد کینه‌اش نسبت به شوهرش هاوارد به اشتراک می‌گذارد، که برخلاف او از یک پیشینه و خانوادهٔ ممتاز می‌آید و همیشه اصرار داشته که آن‌ها در مزرعهٔ خانوادگی‌اش بمانند، و سپس اعتراف می‌کند که وقتی فرزندش را سقط کرد، خیالش راحت شد. او همچنین به احساسات بیگانگی و ناامنی، به احساس شادی از اعمالِ آسیب‌رسان، و گرفتنِ جانِ والدینش و پروژکشنیست اعتراف می‌کند. پرل سپس میتسیِ حیرت‌زده را فریب می‌دهد تا اعتراف کند که در آزمون آزمایشی برنده شده است، تا سپس او را در خیابان تعقیب کرده و با تبر بکشد.
پرل جسد میتسی را تکه‌تکه می‌کند و به تمساح خود تِدا می‌خوراند و پس از آن به زیرزمین می‌رود و در کنار جسد مردهٔ مادرش دراز می‌کشد. او به این نتیجه می‌رسد که مادرش درست می‌گفت و او باید «از آنچه که دارد بهترین استفاده را ببرد» و تصمیم می‌گیرد تا با ایجاد خانه‌ای راحت برای شوهرش هاوارد هنگام بازگشتِ او از جنگ، اشتباهات خود را جبران کند. هاوارد صبح روز بعد به‌طور غیرمنتظره‌ای از راه می‌رسد. او در آشپزخانه، با پیداکردن اجساد والدین پرل که پشت میز ناهارخوری دور یک خوکِ پوسیده و کرم‌زده نشسته‌اند، وحشت می‌کند. پرل با لبخندی طولانی‌مدت و دردناک از او استقبال می‌کند، لبخندی که در طول بیشتر تیتراژ ادامه داده می‌شود.

## بازیگران
- میا گاث در نقش پرل[۵]
- دیوید کورنسوت در نقش آپارات‌چی
- تندی رایت در نقش روث
- متیو ساندرلند در نقش پدر پرل
- اِما جنکینز-پورو در نقش میتسی
- آلیستر سیول در نقش هاوارد

## تولید

### توسعه
تی وست شروع به نوشتن فیلمنامه‌ای برای فیلم پیش‌درآمد، در حین تولید در ایکس کرد. این فیلمساز که با میا گاث برای نوشتن داستان همکاری کرده است، اظهار داشت که این پروژه به عنوان یک فیلم بالقوه دیده می‌شود، در حالی که معتقد است ممکن است به سادگی به عنوان یک پیشینه داستان برای نقش گاث به‌عنوان پرل در فیلم اول عمل کند. وست با الهام از ادامه کار پس از دنیاگیری کووید-۱۹ و تأثیر آن بر صنعت سینما، اظهار داشت که قصد دارد بلافاصله پس از بسته‌بندی قسمت قبلی، تولید را آغاز کند. وست اظهار داشت که ایده خود را برای ایجاد یک فرنچایز جدید به ای ۲۴ مطرح کرده است و از زمانی که به پروژه‌های او چراغ سبز داده‌اند، شگفت‌زده شده است. این فیلمساز اظهار داشت که قصد دارد هر فیلمی سبک و ژانر ترسناک خاص خود را داشته باشد. او در تشریح رویکرد خود به هر فیلم، اظهار داشت که ایکس به شدت تحت تأثیر کشتار با اره‌برقی در تگزاس و آثار ماریو باوا بوده است، و بررسی می‌کند که چگونه ظهور فیلمسازی مستقل بر جامعه تأثیر می‌گذارد، در حالی که پرل ملودرامی خواهد بود که با سبک تکنی‌کالر مری پاپینز ساخته شده است. به عنوان یک «فیلم دیوانه دیزنی» و بر اساس آثار داگلاس سیرک، بررسی می‌کند که چگونه سینمای کلاسیک هالیوود بر مردم تأثیر گذاشته است. وست اظهار داشت که قصد دارد این روند را با اقساط بعدی ادامه دهد. این فیلم محصول مشترک ای ۲۴ و بران استودیوز خواهد بود.

### انتخاب بازیگران
میا گاث نقش خود را به عنوان یک نسخه جوان‌تر از پرل، زن مسن فیلم اول، تکرار می‌کند. در ژوئیه ۲۰۲۲، مشخص شد که دیوید کورنسوت، تاندی رایت، متیو ساندرلند و اِما جنکینز-پورو به عنوان بازیگران مکمل در این فیلم نقش‌آفرینی می‌کنند.

### فیلم‌برداری
گزارش شد که تصویربرداریِ اصلی بلافاصله پس از تکمیل تصویربرداریِ فیلم ایکس به صورت مخفیانه آغاز شد. فیلم‌برداری در نیوزلند آغاز شد و با اولین فیلم پشت سر هم فیلم‌برداری شد. وست با گروه سازنده آواتار ۲ کار کرد که در آن زمان در حال استراحت از تولید آن فیلم بودند. وست اظهار داشت که از آنجایی که خدمه تولید قبلاً قرنطینه مورد نیاز خود را تکمیل کرده بودند، آنها با هم در طول همه‌گیری به‌طور ایمن و کارآمد کار کردند. این فیلمساز گفت: «از قرنطینه بیرون آمدم و به این فکر کردم که ما در حال ساخت همه این چیزها هستیم، این کووید است و ما در جایی از روی زمین هستیم که ساخت فیلم در آن بی خطر است.»

### پس‌تولید
پس از اتمام فیلم، وست در مارس ۲۰۲۲ فاش کرد که در حال کار بر روی مراحل تدوین فیلم است. فیلمساز پس از جشنوارهٔ جنوب از جنوب غربی به نشویل، تنسی رفت تا موسیقی متن فیلم را ضبط کند و تاریخ پایانی آن در ماه مهٔ همان سال اعلام شد.

## انتشار
پرل نخستین نمایش جهانی خود را در هفتاد و نهمین دوره جشنواره بین‌المللی فیلم ونیز در ۳ سپتامبر ۲۰۲۲ داشت و در ۱۶ سپتامبر در ایالات متحده اکران شد.

### بازاریابی
پس از نمایش اولین فیلم، تیزر تریلر در جشنواره فیلم جنوب از جنوب غربی به نمایش درآمد.

## بازخورد

### فروش گیشه
در ایالات متحده و کانادا، پرل در کنار پادشاه زن و ببین چگونه می‌دوند اکران شد و پیش‌بینی شد که در آخر هفته افتتاحیه خود از ۲۹۰۰ سینما حدود ۴ میلیون دلار فروش داشته باشد. این فیلم در روز اول اکران ۱٫۳ میلیون دلار فروش داشت و در آخر هفته به ۳٫۱ میلیون دلار رسید و در گیشه سوم شد. این فیلم در دومین آخر هفته اکران خود ۱٫۹۲ میلیون دلار فروش کرد و در جایگاه پنجم باکس آفیس قرار گرفت.

### پاسخ انتقادی
در وبگاه جمع‌آوری نقد راتن تومیتوز، ٪۹۳ از ۲۰۱ بررسی منتقدان مثبت است و میانگینِ امتیاز آن ۷٫۸/۱۰ است. اجماع این وبگاه چنین می‌نویسد: «در پرل تی وست را در حال استخراج وحشتِ تازه از دنیایی که از طریق ایکس ساخته است، می‌بینیم—که باری دیگر از اجرای درخشان میا گاث بهره می‌برد.» این فیلم در متاکریتیک که از میانگین وزنی استفاده می‌کند، بر اساس نظر ۳۹ منتقدین امتیاز ۷۶ از ۱۰۰ را کسب کرده که نشان‌گر «نقدهای عموماً مطلوب» است. تماشاگرانی که در نظرسنجی سینماسکور شرکت کردند به فیلم نمره متوسط «B–» در مقیاس «A+» تا «F» دادند.
پیتر بردشاو از گاردین پس از نمایش فیلم در جشنواره فیلم ونیز، به آن رتبهٔ ۵ از ۵ ستاره داد و از «عملکرد باشکوه» گاث تمجید کرد و نوشت: «شاید اجازه نداشتم اینقدر از پرل لذت ببرم: اما این فیلمی باهوشانه، هشیارانه، وحشتناک و با نقش‌آفرینیِ وحشیانه است. یک مروارید.» دیوید رونی در نقد خود برای هالیوود ریپورتر، آن را به‌عنوان یک «محصول هوشمندانه بسته‌بندی‌شده با پژواک‌های روایی در مورد اضطراب جهانی و اِپیدِمی» توصیف کرد و فیلمنامه، فیلم‌برداری، موسیقیِ متن و بازی گاث را تحسین کرد–که او آن را با بازیگر آمریکایی شلی دووال مقایسه کرد. در یک نقد منفی، ایوان گلیدو از کالت فالووینگ نوشت که در حالی که «وست در اینجا آنچه که ایکس را به یک فیلم دلهره‌آور برجسته تبدیل کرده است، و مهارت‌های خود را تثبیت می‌کند [اما] پرل در نهایت به‌صورت یک اثر تقلیدی ضعیف از جادوگر شهر اُز به نظر می‌رسد».
طبق گزارش‌ها، فیلمساز مارتین اسکورسیزی تحت تأثیر این فیلم قرار گرفت و آن را «مسحورکننده» دانست و اظهار داشت که «[پِرل] با عشقِ خالص و رکیکِ خود به سینما» قدرت‌مند شده است.

### جوایز و نامزدی‌ها
| جایزه                         | تاریخ مراسم     | رده                                       | دریافت‌کننده | نتیجه    | منبع   |
| ----------------------------- | --------------- | ----------------------------------------- | ----------- | -------- | ------ |
| جشنواره بین‌المللی فیلم تورنتو | ۱۸ سپتامبر ۲۰۲۲ | جوایز برگزیده مردم برای «میدنایت کلایمکس» | پرل         | دوم شد   | [ ۲۴ ] |
| جشنواره فیلم سیتخس            | ۱۵ اکتبر ۲۰۲۲   | بهترین فیلم بلند                          | پرل         | نامزدشده | [ ۲۵ ] |
| جشنواره فیلم سیتخس            | ۱۵ اکتبر ۲۰۲۲   | بهترین کارگردانی                          | تی وست      | برنده    | [ ۲۶ ] |
| جشنواره فیلم سیتخس            | ۱۵ اکتبر ۲۰۲۲   | بهترین هنرپیشهٔ زن                         | میا گاث     | برنده    | [ ۲۶ ] |

## فیلم‌های مرتبط
وست در مارس ۲۰۲۲ اعلام کرد که در حال حاضر مشغول کار بر روی فیلمنامه سومین فیلم از این سری فیلم است که به صورت گاه‌شماری پس از وقایع ایکس رخ می‌دهد. این پروژه زیر ژانر فرعی دیگری از ترسناک را بررسی می‌کند و به‌تصویرکشیدن تأثیر سینما بر جامعه را ادامه می‌دهد و چگونگی توسعه رسانه خانگی را بررسی می‌کند. وست می‌گوید، در حالی که بیننده می‌تواند هر فیلم را به‌طور مستقل بدون دیدن فیلم قبلی تماشا کند، آنها برای «تکمیل یکدیگر» ساخته شده‌اند. وست در تشریح فرآیندهای خلاقانه‌اش در طول ساخت این فیلم‌ها اظهار داشت: «سعی می‌کنم مانند دیگران این روزها دنیایی از این داستان‌ها بسازم». این فیلمساز در ادامه بیان کرد: «بدون یک مجموعه‌فیلم نمی‌توان اسلشر ساخت.»
در سپتامبر ۲۰۲۲، در نخستین نمایش پرل در جشنواره بین‌المللی فیلم تورنتو ۲۰۲۲، سومین ورودی از این مجموعه‌فیلم به‌طور رسمی با پخش تیزر کوتاه پس از تیتراژ اعلام شد. این کلیپ بعداً برای کسانی که در مراسم حضور نداشتند به صورت آنلاین منتشر شد. وست بار دیگر به عنوان نویسنده/کارگردان و یکی از تهیه‌کنندگان فعالیت می‌کند، در حالی که میا گاث نقش خود را از فیلم اول تکرار خواهد کرد. این فیلم که دنباله‌ای بر ایکس است، در سال ۱۹۸۵ اتفاق می‌افتد و «MaXXXine» نام دارد. تأیید شد که طرح داستانیِ آن دربارهٔ ماکسین، تنها بازمانده از «قتل‌عام ایکس» است که آیندهٔ او در هالیوود را دنبال می‌کند. اگرچه تصویربرداری اصلی هنوز آغاز نشده است، اما پس از موفقیت‌های دو قسمت قبلی، تریلر فیلم به صورت مستقیم با چراغ سبز فیلم توسط ای۲۴ فیلم‌برداری شد. جیکوب جافکه، کوین تورن و هریسون کریس تهیه‌کنندگان این پروژه خواهند بود، در حالی که گاث به عنوان تهیه‌کنندهٔ اجرایی نیز فعالیت خواهد کرد.